# Семья революционеров
«Семья революционеров» (кит. упр. 革命家庭, пиньинь Geming jiating) — китайский драматический фильм 1961 года режиссёра Шуй Хуа.
Китайская народная кинопремия «Сто цветов» (1962) — за лучший сценарий, фильм — участник конкурсной программы 2-го Московского международного кинофестиваля где «Серебряный приз» за «Лучшую женскую роль» получила актриса Юй Лань.

## Сюжет
О мужественной борьбе китайских патриотов с гоминдановцами в годы первой и второй революционных гражданских войн в Китае (1924—1937).

Волнующий рассказ о тернистом пути к свободе, о драматической судьбе революционера — подпольщика— Очерк истории китайского кино, 1896—1966 / Сергей Торопцев. — М.: Наука, 1979. — 230 с. — с. 150

## В ролях
- Чжан Лян — Цзян Мэй-цин
- Вэнь Сиин — Лао Ли
- Сунь Даолинь — Цзян Ли-цюнь
- Ло Голян — Мэн Тао
- Ян Ю — Ляо Лян
- Фан Тянь — Лао Лю
- Юй Лань — Чжоу Лиань

Фильм дублирован на киностудии «Ленфильм» в 1961 году.